# NGC 5046
NGC 5046 је елиптична галаксија у сазвежђу Девица која се налази на NGC листи објеката дубоког неба.
Деклинација објекта је - 16° 19' 36" а ректасцензија 13h 15m 45,0s. Привидна величина (магнитуда) објекта NGC 5046 износи 13,5 а фотографска магнитуда 14,5. NGC 5046 је још познат и под ознакама MCG -3-34-35, NPM1G -16.0398, PGC 46141.